# 重庆第二外国语学校
四川外语学院重庆第二外国语学校重庆第二外国语学校前身是创办于1940年的重庆市立女子中学校。1952年，在重庆教育局邓垦局长的亲自关怀下，从玄坛庙迁址到涂山湖畔，更名为重庆市第四女子中学。1969年，更名为重庆市第四中学校。1997年，经重庆市人民政府批准改制为重庆第二外国语学校，成为一所股份制、全日制、全封闭完全中学，是重庆市唯一一所股份制市级重点中学。是国家基础教育实验中心外语教育研究中心首批授予的13所“外语实验学校”之一，全国百强中学，西南基础教育研究中心教育实验基地，北京大学"中学校长实名推荐制"推荐资质学校。肇始于民族存亡之际，成长于华夏复兴之时，忆往昔峥嵘岁月，八十年风雨兼程。重庆二外是国家首批 “外语实验学校”、“重庆市重点中学”、“重庆市中小学德育示范学校”、“重庆市绿色校园示范学校”，重庆市首个“高中外语课程创新基地”，“全国青少年篮球特色学校”，“中德校园足球联盟示范基地学校”。

## 历史沿革
1940年，重庆市第二次临时参议会决议设创建女子中学，李秀芝担任筹备处主任，选址玄坛庙。
1945年，国民政府教育部派督学视察全市中等教育，市女中在国文抽考中名列榜首。
1952年，在重庆教育局邓垦局长的亲自关怀下，从玄坛庙迁址至涂山湖畔，更名为重庆第四女子中学。
1953年，学校被定为全市5所重点中学之一。
1969年，学校更名为“重庆市第四中学”。
1978年，学校被定为区属重点中学。
1997年，经重庆市人民政府批准改制为民办四川外语学院重庆第二外国语学校。
2002年，北京同景集团、重庆宏声集团和南岸区政府三方斥资对二外进行资产重组，确定新一届领导班子成员。
2005年，“中共重庆第二外国语学校委员会”成立，学校荣获“中国百强中学”称号。
2006年，重庆二外通过市教科院“教育科研实验基地”的检查验收。
2007年，重庆二外获“首届全国中小学校园文化建设十佳示范学校”称号。
2013年，重庆二外被确定为北京大学校长实名推荐学校。
2018年5月，举办方进一步优化，学校由南岸区资产管理公司、重庆宏声集团有限公司、重庆力宏教育投资有限公司三方举办。力宏精细化工有限公司董事长陈正伟担任重庆二外理事长，中共南岸区委教育工委委员尹厚霖担任重庆二外党委书记、校长。

## 办学哲学
- 校训：荣誉 责任
- 育人理念：中华灵魂 世界眼光
- 育人愿景：走进二外 走向世界
- 学校校徽： 雪松精神 永耀南麓
- 校徽由雪松和学校中、英文名字组成，寓意着师生如雪松般强根固本、挺拔坚韧，英文名字体现了学校外语的办学特色，彰显着二外师生“走进二外，走向世界”的眼界和胸怀。[3]